# 王殿文
王殿文（1924年2月6日—1997年2月7日），男，直隶（今河北）献县人，中华人民共和国政治人物，曾任中华人民共和国林业部副部长。